# Бат (Нью-Гемпшир)
Бат (англ. Bath) — місто (англ. town) в США, в окрузі Ґрафтон штату Нью-Гемпшир. Населення — 1077 осіб (2020).

## Демографія
Згідно з переписом 2010 року, у місті мешкало 1077 осіб у 434 домогосподарствах у складі 309 родин. Було 579 помешкань
Расовий склад населення:
| - 98,7 % — білих - 0,5 % — корінних американців - 0,3 % — чорних або афроамериканців - 0,1 % — азіатів |

До двох чи більше рас належало 0,5 %. Частка іспаномовних становила 0,2 % від усіх жителів.
За віковим діапазоном населення розподілялося таким чином: 20,0 % — особи молодші 18 років, 62,5 % — особи у віці 18—64 років, 17,5 % — особи у віці 65 років та старші. Медіана віку мешканця становила 46,5 року. На 100 осіб жіночої статі у місті припадало 110,4 чоловіків;  на 100 жінок у віці від 18 років та старших — 107,2 чоловіків також старших 18 років.
Середній дохід на одне домашнє господарство  становив 68 608 доларів США (медіана — 54 167), а середній дохід на одну сім'ю — 78 240 доларів (медіана — 66 050). Медіана доходів становила 41 058 доларів для чоловіків та 35 865 доларів для жінок. За межею бідності перебувало 7,1 % осіб, у тому числі 7,8 % дітей у віці до 18 років та 2,5 % осіб у віці 65 років та старших.
Цивільне працевлаштоване населення становило 409 осіб. Основні галузі зайнятості: освіта, охорона здоров'я та соціальна допомога — 19,1 %, роздрібна торгівля — 14,4 %, будівництво — 13,7 %, виробництво — 13,4 %.